# Іткуль (село, Челябінська область)
Іткуль (рос. Иткуль) — село, підпорядковане місту Верхній Уфалей Челябінської області Російської Федерації.
Населення становить 122 особи (2010)

## Історія
Згідно із законом від 26 серпня 2004 року органом місцевого самоврядування є Верхньоуфалейський міський округ.

## Населення
| 2002 | 2010 |
| ---- | ---- |
| 136  | ↘122 |